# Straws in the Wind
Straws in the Wind er en britisk stumfilm fra 1924 instrueret af Bertram Phillips.

## Medvirkende
- Betty Ross Clarke
- Queenie Thomas
- Fred Paul
- Ivo Dawson
- Clifford Cobbe
- Daisy James
- C. Hargrave Mansell
- Jessie Matthews